# Borza
Bórza je ustanova, kjer se trguje z vrednostnimi papirji, kot so na primer delnice in obveznice.

## Zgodovina
Pojem borza izhaja iz imena van der Burse. To je bila patricijska družina v mestu Brugge, v kateri hiši so od 13. stoletja opravljali denarne in menjalne posle. Sodobno borzništvo se je začelo razvijati v 16. stoletju, hkrati z oblikovanjem zgodnjega kapitalizma.